# Stalita hadzii
Stalita hadzii är en spindelart som beskrevs av Josef Kratochvíl 1934. Stalita hadzii ingår i släktet Stalita och familjen ringögonspindlar.
Artens utbredningsområde är Slovenien. Inga underarter finns listade i Catalogue of Life.